# Драган Гашић
Драган Гашић (Пећ, 1950) је српски сликар, дизајнер и професор.

## Биографија
Рођен је 1950. године у Пећи. Дипломирао је на Факултету примењених уметности Универзитета уметности у Београду 1975. и Универзитету у Торонту 1994. Излагао је на групној изложби Удружења ликовних уметника примењених уметности и дизајнера Србије 1976, Мајској изложби у Београду 1977, међународним изложбама дизајна у Белгији, Аргентини, Канади, Француској, Немачкој, Италији, Чешкој и другим. Више година је живео и радио у иностранству као предавач, што је наставио по повратку у Србију на позив колега са Факултета примењених уметности Универзитета уметности у Београду. Радио је дизајн за Летње олимпијске игре 1984. и Зимске олимпијске игре 1984, за Дејвис куп репрезентацију 1980. године и многе иностране компаније. Заједно са ујаком Стеваном Чукићем је израдио мозаик у хотелима Москва и Топлица, на Тргу Републике у Врању, и храму Светог Ђорђа у Сан Дијегу.